# Španělsko na Letních olympijských hrách 1984
Španělsko se účastnilo Letní olympiády 1984 v americkém Los Angeles. Zastupovalo ho 179 sportovců (163 mužů a 16 žen) ve 23 sportech.

## Medailisté
| Medaile | Jméno                                  | Sport      | Soutěž                       |
| ------- | -------------------------------------- | ---------- | ---------------------------- |
| Zlato   | Luis Doreste Roberto Molina            | Jachting   | Muži třída 470               |
| Stříbro | Luis María Lasúrtegui Fernando Climent | Veslování  | Muži dvojka bez kormidelníka |
| Stříbro | Družstvo mužů                          | Basketbal  | Turnaj mužů                  |
| Bronz   | José Manuel Abascal                    | Atletika   | Muži běh na 1 500 m          |
| Bronz   | Narcisco Suárez Enrique Miguez         | Kanoistika | Muži kánoe C-2 500 metrů     |